# Happy World!
Happy World! (яп. ハッピーワールド, Happī Wārudo, укр. Щасливий світ) — манґа й аніме про янгола-охоронця на ім'я Елі, яка на певний час стала дівчиною. Аніме від студії Zexcs вийшло у форматі OVA і складається з трьох серій, дві з яких є комедією, а остання — драмою. Режисер серіалу — Такаші Ікехата, манґака — Кенджіро Такешіта.
Екранізація манґи присвячена першому тому з одинадцяти, охоплюючи вісім розділів, шість з яких — комічні, а дві — драматичні. Подібна тенденція, поєднувати драму і комедію, характерна і для інших томів манґи. Крім драматичних вставок, манґа містить локальні вставки з інших жанрів, так, наприклад, третій том манґи містить еччі, з елементами трагікомедії і драми, що переходять то в справжню трагедію, то в комедійний фарс, а перша половина четвертого тому є пародією на жанр жахів. Щодо жанрової приналежності манґи, на відміну від трисерійного аніме, в якому школі присвячена лише остання серія, і кінець другої серії, в манзі тема школи і шкільного життя розвиненіша, і становить її основний зміст.

## Сюжет
Перша серія розповідає про появу Елі на землі як янгола-охоронця. Друга — про те, як вона намагається бути людиною. Перша та друга серії містять багато комедійних ситуацій з елементами фансервіса. Сюжет починається з її появи у першій серії, коли вона звалюється з неба з криком «Ґоменасай!» (яп. ごめんなさい!, укр. Вибачте!) на Такеші, в якого був невдалий день. Потім вона намагається бути янголом-охоронцем, але в неї це не дуже вдало виходить, після чого вирішує перетворитися на людину, і потрапляє ще в ряд комічних ситуацій.
Третя серія присвячена однокласниці, хворій з дитинства, що тягає з собою плюшеву іграшку, в якій вона ховає ліки. Незважаючи на своє слабке здоров'я і глузування оточуючих над її слабкістю, вона намагається довести, що гідна поваги, а не співчуття чи глузувань.

## Персонажі

### Головні
- Елі (яп. 大村 エル)

Сейю: Сатомі Ханамура
Дуже мила янгол-охоронець, що набула форми дівчини, і часто потрапляє D безглузді ситуації]. Прозвана за це в першій серії «не те щоб дуже корисний ангел …». Відрізняється розумом в поєднанні з безмежною наївністю і безпосередністю. Після прийняття вигляду дівчини назвалася зведеною сестрою Такеші з іншої країни. Колір волосся при цьому з золотистого став рудим, а німби (яких кілька) перетворилися в золотаві прикраси, типу діадеми і браслетів.
- Такеші Оомару (яп. 大村 猛)

Сейю: Масахіто Ябе
Невдачливий хлопець, з яким часто трапляються неприємності, кого і повинна зберігати Елі. Після того, як згорів його будинок, він живе у своєї тітки Санае, де його постійно висміює двоюрідна сестра Мотоко, якій він за це дав прізвисько, пов'язане зі специфікою її гумору. Часто незадоволений втручанням Елі, вважаючи, що вона йому більше заважає, ніж допомагає, а так як він має трохи запальний характер, то часом необдумано ображає Елі через зайву гарячність. У ситуаціях морального вибору, коли має можливість обдумати свій вчинок, згадує свого батька, який волів кинути його, поступивши егоїстично і робить вибір того вчинку, який не став би вибирати його батько.
- Юріа Кусакабе (яп. 日下部 ゆり あ)

Сейю: Сатомі Коорогі
Однокласниця Такеші, з дуже слабким від народження здоров'ям, через що не може ні бігати, ні постояти за себе (наприклад, як у ситуації з хуліганами, що забрали її плюшеву іграшку і затіяли з нею «гру в собачку»). Вона дуже повільно ходить, від чого, часом, запізнюється на уроки. Невисока і виглядає молодше своїх однокласників, особливо через те, що вона постійно носить собою плюшеву іграшку, в якій таємно зберігає ліки. Раніше вчилася в іншій школі, де їй постійно допомагала колишня подруга, яка одного разу, розсердившись на її повільність, сказала, що вона допомагає їй виключно заради позитивної шкільної характеристики, що смертельно образило Кусакабе, яка перевелася після цього в іншу школу.
- Санае Оомару (яп. 大村 早苗)

Сейю: Ай Учікава
Тітка Такеші, їй 29 років, хоча в неї вже є 17-річна дочка Мотоко. Сором'язлива жінка з довгим темним волоссям, що віддає перевагу в одязі білому кольору. Санае намагається стежити за тим, щоб Такеші і Мотоко в дитячих сварках не переходили кордону. Крім того, вона є опікуном Такеші, який перебрався до неї в будинок після пожежі, після появи Елі як зведеної сестри Такеші, Санае стала також і її опікуном, і допомогла їй влаштуватися в школу. Згідно з манґою працює в антикварному магазині, і любить вбрання в старовинному європейському стилі, шиття яких відноситься до її хобі. Одного разу, коли Такші був ще маленьким (в перші дні, після того як залишив його батько), одягла його у школу в наряд з безлічі рюшечек і мережив — а ля казковий принц, який, проте, його однокласникам через велику кількість мережив і рюшек здалася «жіночим». До своїх нарядам вона іноді надягає капелюшок в такому ж стилі або бере парасольку з нашитими на нього штучними квітами з мережив, а про всяк випадок носить із собою голку з ниткою і наперстком. Також любить носити стрічки у волоссі. Що примітно, вона спить у довгій мереживній спальній сукні з рюшами і в чепчику, а під сукнею носить мереживні панталони з рюшами.
- Мотоко Еґучі (яп. 江口 素 子)

Сейю: Каору Сасаджіма
Двоюрідна сестра Такеші, гостра на язик, їй 17 років. Мотоко дуже часто дратує Такеші, а після появи Елі, яка назвалася зведеною сестрою Такеші, підозрює його в тому, що він мріє зайнятися любов'ю зі своєю сестрою, відкрито вигукуючи на цю тему. Коли Елі вперше з'явилася у них в будинку, то вона не повірила словами Такеші, що це його сестра і порахувала, що «знахабнілий» Такеші привів до них жити свою дівчину. У зв'язку з її специфічним гумором (а також у зв'язку з тим, що в дитинстві насміхалась і дражнилась, показуючи Такеші журнали з еротикою), отримала прізвисько «еро-сестра», на яке вона ображається і злиться, кажучи Такеші, щоб він так її не називав. Непогано малює і мріє стати справжньою манґакою. В основному вона малює тварин, але зустрічаються і яойні малюнки. А починаючи з третього тому, доджінші від Мотоко (не те, що яой, а те, яке про тварин), стає бонусом до основної манґи. Що стосується інших захоплень, то її кімната обвішана іграшковою вогнепальною зброєю і виглядає як невеликий арсенал.
- Шішіо Маруяма (яп. 丸山 狮子 男)

Сейю: Такуро Накакуні
Друг і однокласник Такеші. Найвищий у класі, досить нахабний, постійно катається на роликових ковзанах, в тому числі і в шкільних коридорах. Може в разі невдоволення дати Такеші стусана, який важко назвати дружнім. У разі ж гарного настрою підтримує його як друг. На уроках сидить позаду Такеші (парти в японських школах одномісні). При першій появі Елі, дорікнувши Такеші в тому, що він не розповідав про таку красиву сестру, намагався до неї чіплятися. Але потім, не добившись взаємності, переключив свою увагу на Мотоко. Проте, пізніше, вже в манзі, у нього розгорається серйозний роман з Кусакабе, що стає паралельною сюжетною лінією манґи. А сам Маруяма з другорядного персонажа перетворюється на одного з чотирьох головних персонажів манґи.

### Другорядні
- Неру (або Нелл)(звичайно до неї звертаються дуже шанобливо — Неру-сама) — архангел, зазвичай перебуває у формі білої кішки з очима різного кольору, і іноді зберігає котячі вушка і в іншому обличчі. Основне заняття Неру-сами — це виконувати роль ангела смерті, тобто зустрічати і проводжати душі померлих подібно Харону, а також охороняти їх від зазіхань демонів. На жаль, її професія наклала на неї істотний відбиток, від чого Неру відрізняється неабияким цинізмом, за що її в пору називати «ангелом-хоронителем» (від слова ховати), приміром, вона може запросто запропонувати убити дитину, щоб врятувати її мати. Що стосується минулого Неру, то її різні очі є наслідком давнього поранення, коли в битві проти демона вона була важко поранена і втратила праве око. У тому ж бою була смертельно поранена її мати — архангел першого класу Шітенші Саєра, яка, помираючи, вирвала своє око й віддала його Неру.

- Іру (або Ілле)(звичайно до неї звертаються — Іру-сама) — архангел, зазвичай перебуває у формі білого полярного дельфіна. Основне заняття допомагати Неру-самі у битвах проти демонів. Її допомога дуже важлива для Неру, разом вони здатні зливатися в «Armored Union» («Броньоване Злиття») — в подвійного ангела із загальним тілом на двох і посиленою міццю. І хоча сила Святого Сяйва і зростає в від 4 до 20 разів, подібне об'єднання не тільки піддає об'єднання великим стресом, а й є небезпечним.

## Медіа

### Манґа
Велика частина томів манґи не має наскрізного сюжету (що проходить через весь тім), а складається з низки коротких історій з неодмінною присутністю двох головних героїв манґи — Такеші і Елі. Довжина однієї такої історії становить від однієї до чотирьох розділів (при довжині томи від шести до восьми розділів). Що стосується жанрової приналежності, то жанр цих історій змінюється від комедії до драми, іноді потрапляючи в жанр трагікомедії. Крім основних історій зустрічаються також бонуси у вигляді дуже коротких історій довжиною буквально в пару сторінок.
У міру розвитку сюжету, вирісовка шкільних персонажів поступово змінюється на дорослішу. Так наприклад, Такеші поступово перетворюється з хлопчика в юнака, а Елі з дівчинки-підлітка у дівчину.

#### Список томів
| - 1. The Angel Has Come to My Hopeless Self - 2. Be a Good Girl - 3. Family Game - 4. Train, Train - 5. Ring - 6. School Heaven - 7. Runner - 8. Every Little Thing, Every Precious Thing |

| - 9. Looking at Flowers - 10. Boobies - 11. Super Fast Spinner! - 12. The Shadows of Youth - 13. A Useless Guy - 14. Fighting Club - 15. To Win or to Lose |

| - 16. To Become a Manga Artist - 17. Angel's Egg - 18. Bubbles - 19. Good Morning Baby! - 20. Your Song is My Song - 21. Invincible! - 22. Hell |

| - 23. Drifting Classroom - 24. Demonic Gluttony - 25. Demonic Kiss - 26. Demonic Creature - 27. A Little Love Melody - 28. My Summer Vacation - 29. The One and Only Idol |

| - 30. Glass Boy - 31. One-Night Gigolo - 32. Bitterness - 33. Hero - it's the time to become a hero - 34. Exciting Zoo - 35. There Friday: Decisive Battle |

| - 36. A Festival by 10 People - 37. Fighting Without Humanity and Justice - 38. An Area of Shadows - 39. Cruel Angel's Thesis - 40. After the Festival - 41. Play Banned |

| - 42. Dream Within a Dream - 43. The School Block's Cafe - 44. Being a Guy is Tough - 45. I Want a Kiss - 46. Wounded Angel - 47. She's Not an Angel: Tohma Sariel!!! |

| - 48. We're Angels! - 49. Christmas Love - 50. Kill Me With Eros - 51. The Distance of the Stars - 52. Shooting Stars - 53. Below the Many Stars - 54. Orihime and Hikoboshi |

| - 55. Let's Search for Fragments of Stars - 56. Words as a Gift - 57. Dad Returns - 58. The Storm-Bringing Man - 59. God Help Me! - 60. The Twilight of the Gods |

| - 61. Wings, Please! - 62. Let's Talk About Old Times - 63. To the Small Ones - 64. Mother at the Quay - 65. Full Metal Jacket - 66. Hell Change |

| - 67. You Can't Put it into Words - 68. The Men's Journey - 69. At the End of the World - 70. Even if the World Falls from the Sky... - 71. Happy World! - 72. A Happy End |

## Відмінності між аніме та манґою
перша серія — розділи 1-3
- перехожий, який в аніме побив Такеші, в манзі є мотоциклістом
- маленька дівчинка, що ледь не потрапила в аніме під потяг, в манзі мало не потрапила під машину
- в манзі Такеші одягає Елі, що перетворилася в людину, не в свій піджак від шкільної форми, а у випадково опинився з ним спортивний костюм, який він ніс собою в мішку

друга серія — розділи 4-6
- золотистий обруч (в який перетворився німб) з голови Елі в манзі знімає не сам Маруяма, а Такеші після того як Маруяма, бажаючи познайомитися з Елі, прикопався до її обручу, причому це відбувається в присутності того ж Маруями
- в аніме епізод із золотистим обручем на голові відбувається вже після того, як Елі справила враження на вчителів та однокласників; в манзі ж цей епізод відбувається відразу після відходу Санае, а враження на вчителів та однокласників Елі виробляє вже на наступний день
- в манзі відсутній епізод, в якому після уроків всі в класі хвалять Еллі і сміються над Такеші

третя серія — розділи 7-8
- в аніме відсутній епізод, в якому Маруяма пропонує Кусакабе, що спізнюється, їхати ліфтом від їдальні для перевезення продуктів
- розмова Елі з Неру-сама, де Неру-сама не радить Елі надовго набувати форми людини (сама Неру-сама зазвичай перебуває у формі кішки) в манзі відбувається не під час підготовки до шкільної естафеті, а значно пізніше (у другому томі манґи)
- в манзі відсутній епізод, в якому Елі, затримуючись, щоб заглянути в спогади Кусакабе, спізнюється до вечері

## Музика
Вступну тему під назвою «Камі-сама але окурімоно ~ Naked Angel ~» (яп. 神様 の 贈り物 ~ Naked Angel ~?, «Божественний подарунок ~ Оголений янгол ~») виконує Millio.
Завершальну тему під назвою «Шіавасе Бієр» (яп. 幸せ 日和?, «Безхмарна погода») виконує Сатомі Ханамура.